# Ghaith Sghaier
Ghaith Sghaier, né le 1er juin 1995, est un footballeur tunisien évoluant au poste de milieu offensif au Club africain.

## Biographie

### Débuts
Ghaith Sghaier commence sa carrière au Club sportif de Hammam Lif, où il joue pendant plusieurs saisons. En janvier 2020, il est prêté au club saoudien d'Al-Washm (en), avant de revenir à Hammam Lif en octobre de la même année.

### Carrière professionnelle
Ghaith Sghaier dispute la saison 2022-2023 avec l'Union sportive de Tataouine.
Le 9 juillet 2023, il signe avec le Club africain lors du mercato estival,,. En juillet 2024, devenu l'un des principaux piliers de l'équipe, il prolonge son contrat avec le club jusqu'en 2027.

### Incident disciplinaire
En septembre 2024, Ghaith Sghaier est écarté par l'entraîneur David Bettoni pour s'être présenté tardivement à un rassemblement avant un match amical contre Al-Hilal Benghazi. Cet incident doit conduire à une réunion disciplinaire ou avec les dirigeants du club.

## Style de jeu
Ghaith Sghaier évolue comme milieu de terrain.